# 大熊信行

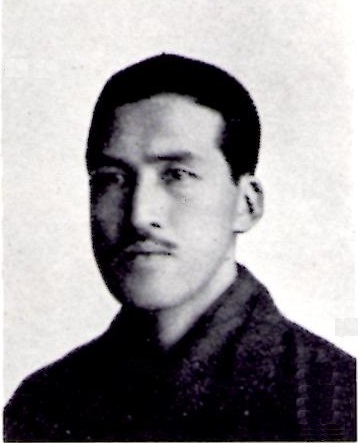
大熊信行

大熊 信行（おおくま のぶゆき、1893年2月18日 - 1977年6月20日）は、経済学者・文芸評論家・歌人。
富山大学教授、神奈川大学教授、創価大学教授などを歴任。福田徳三門下。

## 経歴
山形県米沢市元籠町生まれ。旧制米沢興譲館中学校（現山形県立米沢興譲館高等学校）を経て1916年東京高等商業学校（現一橋大学）卒。中学時代、浜田広介や上泉秀信と同人誌を作っていた。高商同期の歌人浦野敬はのちに、大熊の創刊した歌誌「まるめら」の同人となった。
1916年日清製粉入社。米沢商業学校で教鞭をとった後、1919年東京高等商業学校専攻部進学、1921年同卒。1941年経済学博士（東京商科大学）。論文の題は「経済理論における配分原理の所在並に適用に関する基礎的研究」。
1921年小樽高等商業学校（現小樽商科大学）講師、1922年同教授、1923年病気で同校を退職。南湖院で闘病する。1927年高岡高等商業学校（現富山大学経済学部）教授、1929年から1931年まで文部省在外研究員として、イギリス、ドイツ、アメリカ合衆国に留学。戦時期は「政治経済学」の構築を唱道、1942年高岡高商を退職し海軍省大臣官房調査課嘱託、1943年大日本言論報国会理事。
小樽高等商業学校で小林多喜二、伊藤整、高岡高等商業学校で篠原三代平、西川義朗などを教えた。
1946年山形県地方労働委員会初代会長。1947年公職追放を受ける。1948年、米沢に教育思想研究会を創立主催し旺盛な研究執筆活動を行う。公職追放解除後は論壇で活動の傍ら、1952年神奈川大学教授、1953年富山大学経済学部長、1965年神奈川大第二経済学部長、1971年創価大学教授を歴任した。1975年に請われて竹岸食肉専門学校校長に就任するが、1977年劇症肝炎のため米沢市で死去。
没後2年の1979年に、大熊の人と思想・文学・学問上の業績をさまざまな角度から検討・研究・整理し、大熊が問題意識をいだいていたさまざまな領域について討論の場を設けるために大熊信行研究会が発足した。1993年6月には生誕百年記念講演会が東京と山形で開催され、東京では板垣與一が主催者代表挨拶をし篠原三代平「大熊経済学の印象」、鶴見俊輔「国家の二重性と家の二重性」の講演が行われた。山形では鶴見俊輔が姉の鶴見和子に替わり「大熊信行にとっての文学」と題する講演を行った。大熊信行研究会は論創社内に事務局を置き2015年6月まで年に1回、東京で研究会・偲ぶ会を開いていた。

## 業績
経済学者としては、資源配分論として、ミクロ経済学の研究を、先駆的に行うなどした。
歌人としては、旧制中学時代に石川啄木の影響で作歌を始め、土岐哀果の「生活と芸術」や反アララギの砦となった「日光」に短歌を発表。1927年に「香円（まるめら）」を創刊して主宰となり、「まるめら調」と呼ばれるようになる口語自由律短歌を世に送り出した。歌人としての活動は高く評価されていたが、出版された歌集は没後刊行の全歌集『母の手』のみである。

## 著作
- 『社会思想家としてのラスキンとモリス』　新潮社　1927年
- 『文学と経済学---文学・美術及び経済学に関する論集』 大鐙閣　1929年
- 『マルクスのロビンソン物語』　同文館　1929年
- 『文学のための経済学』　春秋社　1933年
- 『経済本質論--配分と均衡--』　同文館　1937年
- 『文芸の日本的形態』　三省堂　1937年
- 『政治経済学の問題--生活の諸領域における配分原理の拡充に関する若干研究』　日本評論社　1940年
- 『経済本質論--配分原理第一巻--』　日本評論社　1941年
- 『国家科学への道』　東京堂　1941年
- 『天皇論の大観--これからの国体観のために--』　山形県社会教育協会　1946年　復刻版　論創社　2011年
- 『戦争責任論』　唯人社　1948年
- 『国家はどこへ行く』　鼎書房　1948年
- 『戦争のヒューマニスト』　板垣書店　1948年
- 『経済本質論--計画経済学の基礎--』　東洋経済新報社　1954年
- 『経済本質論--計画経済学の基礎--』 　第二版　東洋経済新報社　1955年
- 『結婚論と主婦論』　新樹社　1957年
- 『国家悪--戦争責任はだれのものか』　中央公論社　1957年
- 『家庭論』　新樹社　1963年
- 『資源配分の理論』　東洋経済新報社　1967年
- 『日本の虚妄--戦後民主主義批判--』　潮出版社　1970年　増補版　論創社　2009年 ISBN 978-4-8460-0864-2
- 『家庭論（文庫版）』　潮出版社　1971年
- 『国家悪--人間に未来はあるか（増補新版）』　潮出版社　1971年　増補新装版　論創社　2011年 ISBN 978-4-8460-1070-6
- 『日本の思潮--現代思想の史的展望--』上・中・下巻　潮出版社　1971〜1972年
- 『兵役拒否の思想』　第三文明社　1972年
- 『芸術経済学』　潮出版社　1974年
- 『生命再生産の理論--人間中心の思想』上・下巻　東洋経済新報社　1974年
- 『文学的回想』　第三文明社　1977年
- 『昭和の和歌問題』上・下巻　短歌新聞社　1977〜1978年
- 『戦中戦後の精神史』　論創社　1979年
- 『母の手--大熊信行全歌集--』　短歌新聞社　1979年
- 『定稿告白』　論創社　1980年
- 『ある経済学者の死生観--大熊信行随想集--』　論創社　1993年 ISBN 4-8460-0005-2
- 『マルクスのロビンソン物語』（『論創叢書』2）、論創社、2003年7月。ISBN 4-8460-0373-6
- 『社会思想家としてのラスキンとモリス』（『論創叢書』3）、論創社、2004年2月。ISBN 4-8460-0380-9

## 資料
- 創価大学経済学部大熊ゼミ編集発行　『大熊信行--その人と思想--』　1974年10月25日発行
- 創価大学学生自治会経済学部企画編集発行　『人間中心の経済観を求めて』　1977年11月5日発行
- 大熊信行研究会編集発行　『大熊信行研究』1-15号　1979-2000年
- 久里学園教育研究所編集発行　『あづまね』11号「特集　大熊信行先生・生誕百年記念」　1993年10月20日発行
- 榊原昭夫「大熊信行研究会のことなど(上)(下)」日本出版クラブ『出版クラブだより』474-475号　2004年発行